# Salomo
Salomo of Salomon (Hebreeuws:  שְׁלֹמֹה, Šəlomoh, "zijn vrede" of "zijn vervanger"; Grieks: Σολομών, Solomōn) was volgens de Hebreeuwse Bijbel een zoon en opvolger van koning David en daarmee de derde en laatste koning van het Verenigd Koninkrijk Israël. Volgens de Talmoed was hij een van de 48 profeten. 
Salomo bouwde de Tempel van Salomo in Jeruzalem en hij was een zeer wijs, rijk en machtig koning, maar nadat hij zich met afgoderij afwendde van de God JHWH eindigde zijn regering in conflicten, die direct na zijn dood leidden tot een scheuring van zijn rijk (1 Koningen 11-12). Na zijn dood werd zijn rijk opgesplitst in het noordelijke Koninkrijk Israël en het zuidelijke Koninkrijk Juda, waarbij zijn patrilineaire nakomelingen over laatstgenoemde regeerden.
Salomo is het onderwerp van vele latere referenties en legendes, maar er is geen (archeologisch) bewijs voor het bestaan van Salomo of het Verenigd Koninkrijk Israël.

## Leven
Over het vroege leven van Salomo wordt in de Hebreeuwse Bijbel enkel gezegd dat hij werd verwekt door David, toen deze Batseba troostte na het overlijden van hun zoon die uit hun overspel was geboren. Hier wordt Salomo Jedidiah (Hebreeuws: יְדִידְיָהּ) genoemd, "Lieveling van de Heer", omdat JHWH hem liefhad (2 Samuel 12:24,25).

### Troonopvolger van David
Toen David op hoge leeftijd was gekomen, ging de kwestie over zijn troonsopvolging spelen. Salomo's halfbroer Adonia "liet ... zich erop voorstaan dat hij koning zou worden". Toen deze een groot feest aanrichtte, leidde dat tot het gerucht dat Adonia buiten medeweten van David tot koning was uitgeroepen. De profeet Natan vertelde dit aan Salomo's moeder Batseba, die hierop naar David ging en hem vroeg hoe het zat in relatie tot zijn belofte Salomo op de troon te zetten (een belofte die nergens anders wordt aangetroffen en waarover wordt aangenomen dat het een list was van Batseba). Hierna liet Natan zich aandienen en kaartte hetzelfde aan. Hierop vaardigde David instructies uit aan Natan en Sadok om Salomo te zalven tot koning (1 Koningen 1).

### Koning
Na het overlijden van David installeerde Salomo zich officieel als koning (1 Koningen 2:10-12). Hoewel Adonia Salomo erkende als koning, vroeg hij kort na het overlijden van David of hij mocht trouwen met Abisag, die David in zijn laatste levensfase had verzorgd. Salomo zag hierin een bedreiging van zijn koningschap en gaf zijn generaal Benaja opdracht Adonia te executeren (1 Koningen 1:53, 2:13-25). Salomo verordende een bloedige zuivering van personen van wie Salomo dacht dat zij een bedreiging vormden voor zijn macht, zoals Davids legeraanvoerder Joab. David had Salomo op zijn sterfbed een soort dodenlijst gegeven, die Salomo getrouw afwerkte, ook al kon het jaren duren voordat de feitelijke executie plaatsvond.
Salomo koos voor een strategisch huwelijk met de dochter van de farao van Egypte (1 Koningen 3:1).

### Legendarische wijsheid
Toen Salomo in een droom van JHWH een wens mocht doen en mocht kiezen wat hij maar wilde, koos Salomo voor wijsheid. Omdat hij niet koos voor rijkdom, een lang leven of de dood van zijn vijanden, schonk JHWH hem niet alleen de gevraagde wijsheid, maar ook rijkdom en roem en een lang leven zolang hij zich hield aan de geboden van JHWH (1 Koningen 3:3-15). Het verhaal over deze wens wordt direct gevolgd door het beroemde verhaal van het salomonsoordeel.

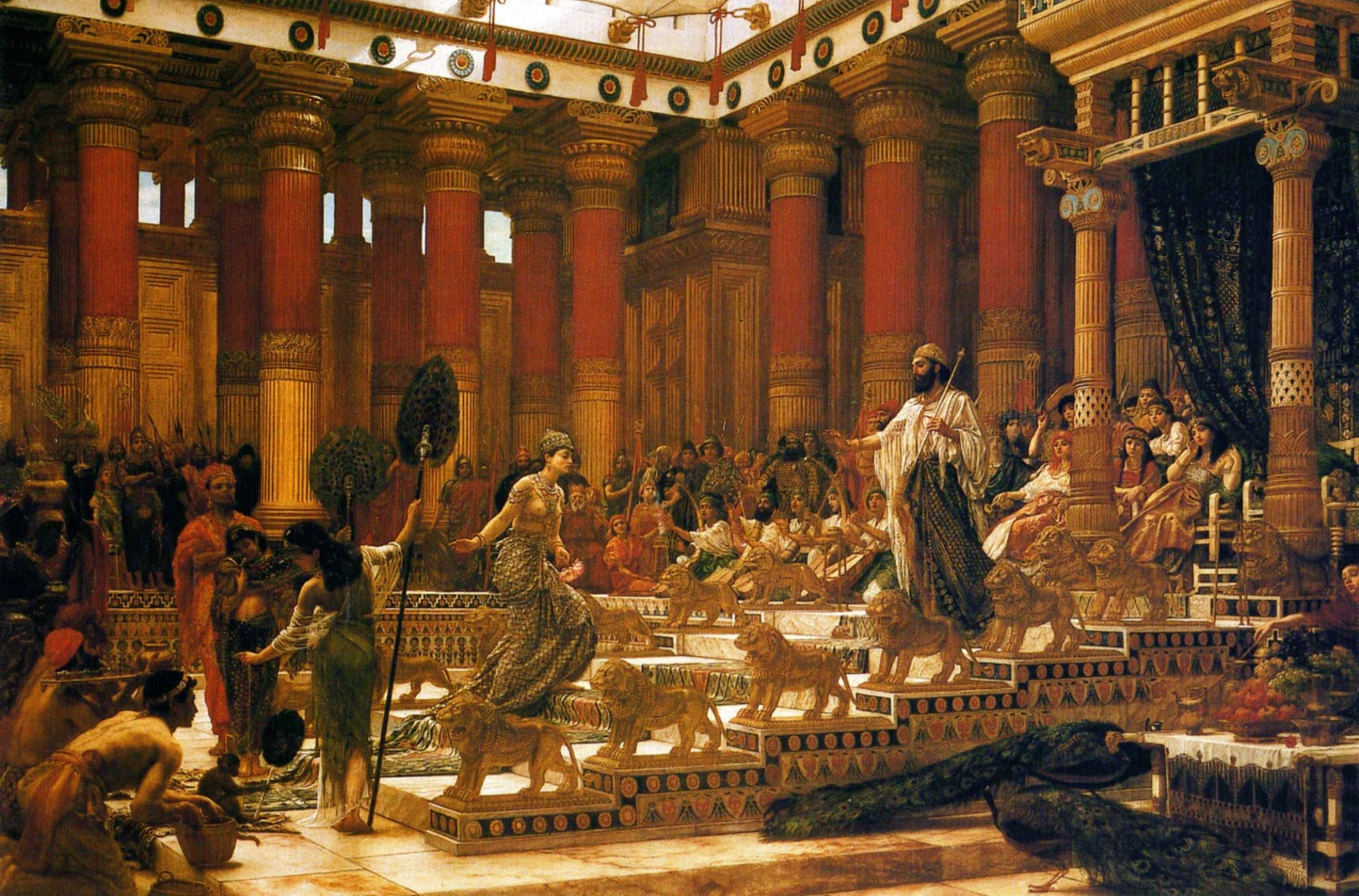
Edward Poynter, De koningin van Seba bezoekt koning Salomo, 1890, olieverf op doek

Volgens het verhaal over de koningin van Seba was de roem van zijn wijsheid zo wijdverbreid dat zij uit haar verre land naar Salomo afreisde om zijn wijsheid op de proef te stellen met raadsels (1 Koningen 10:1-13).
De Bijbelboeken Prediker, Spreuken - die tot de wijsheidsliteratuur worden gerekend - en Hooglied worden traditioneel toegeschreven aan Salomo. Tegenwoordig wordt aangenomen dat de boeken een latere (2e - 3e eeuw v.Chr.) compilatie zijn van verschillende geschriften die in omloop waren. Overigens kunnen onder deze bundels heel goed originele geschriften van Salomo zijn geweest maar werd zijn naam aan de hele compilatie gegeven. In de Joods-christelijke traditie zijn enkele apocriefen en pseudepigrafen uit later tijd op naam van Salomo gezet, namelijk:
- De wijsheid van Salomo, een apocrief bij het Oude Testament
- Psalmen van Salomo, een (Joodse) verzameling van 18 liederen uit de 1e eeuw v. Chr.
- Oden van Salomo, een (christelijke) verzameling van 42 liederen uit de eerste tot 3e eeuw na Chr.
- Testament van Salomo, een legendarische vertelling uit de 3e eeuw na Chr.

### Gouden eeuw

Het Verenigd Koninkrijk Israël ten tijde van Saul en David

De regeringsperiode van Salomo was de Gouden Eeuw van het oude Israël. Het rijk strekte zich uit van Egypte tot de Eufraat en van de zee tot diep in het huidige Jordanië. Gedurende zijn regering was er geen oorlogsvoering nodig en konden de bewoners zich wijden aan de winstgevende tussenhandel via de vele handelswegen die door Israël en Jeruzalem liepen. Salomo sloot een handelscontract met koning Hiram I van Tyrus, en bestelde bij hem materiaal en vaklui voor het opzetten van een vloot aan de Rietzee, waarop Hiram personeel plaatste met ervaring. Bij Eilat (vroeger: Elot) was de werf van de schepen voor Salomo. In samenwerking met zijn bondgenoot Hiram van Tyrus breidde Salomo daarna ook de scheepvaart en handel op de Middellandse Zee en de Rode Zee uit. Volgens sommige legendarische verhalen gingen op deze reizen vele Israëlieten mee als scheepsbemanning en als kooplieden die zich vaak ook vestigden op verre handelsposten zoals in Tartessos, Libië, Etrurië en Ophir (wat misschien het huidige Jemen was). Zo begon er al een soort vrijwillige diaspora 500 jaar voor de latere val van Jeruzalem door de Babyloniërs.

### Bouwactiviteiten

#### Bouw van de eerste tempel in Jeruzalem

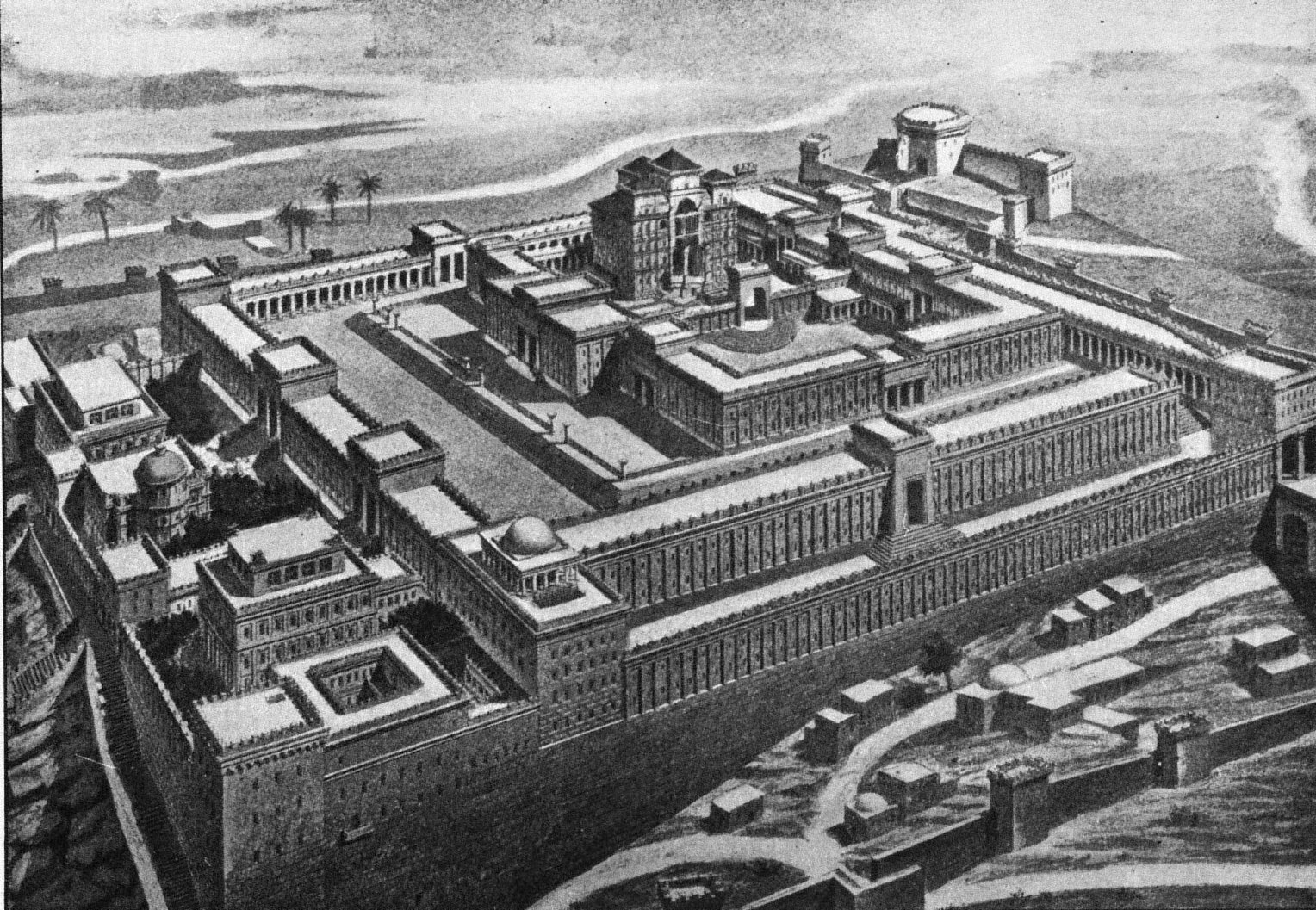
Geïdealiseerde reconstructie van de tempel

Salomo keerde zich van het traditionele nomadische bestaan af en bouwde de Tempel van Salomo. Zijn vader David wilde hier al mee beginnen maar God zou hem dat niet hebben toegestaan bij monde van de profeet Natan (2 Samuel 7:5-7). Salomo kreeg wel toestemming voor de bouw. Het bouwwerk dat hij liet bouwen had bescheiden afmetingen van 30 x 10 x 15 m. De tempel werd ingewijd met de bede: "Geef regen op het land, dat Gij Uw volk ten erfdeel geschonken hebt" (1 Koningen 8:36), een toespeling op de eigenschappen van Baäl als regengod en god van de vruchtbaarheid.

#### Megiddo
Onder Salomo werd niet alleen in Jeruzalem gebouwd, maar werd bijvoorbeeld ook de stad Megiddo herbouwd en versterkt met solide muren en met een typisch nieuw drievoudig poortcomplex, dat overigens door archeologen gesitueerd wordt in de 11e eeuw v.Chr.. In Hazor en in Gezer dateert uit dezelfde tijd een kazematmuur met telkens een gelijkaardig poortcomplex.

#### De ‘Stallen’ van Salomo
De zogenaamde ‘Stallen van Salomo’ in Megiddo waren volgens archeologen geen paardenstallen, maar waarschijnlijk vooral voorraadmagazijnen. Ze dateren uit latere tijd en zouden rond 850 v.Chr. door Achab gebouwd zijn en niet door Salomo. Ook het watertoevoersysteem met diepe grote schacht en trappen, evenals datzelfde in Hazor zou door dezelfde koning zijn gebouwd, aldus Yadin. Hazor is volgens archeologen wel herbouwd in de tijd van Salomo (11e eeuw v.Chr.) Stratum X toont een versterkte stad met kazematmuur (dubbele muur met kamers), met ook een typische Salomo poort. Tussendoor zijn er lagen die sporen van nomadisch verblijf aangeven. Ook Megiddo blijkt herbouwd in de tijd van Salomo en versterkt met solide muren en een drievoudig poortcomplex.

### Afvalligheid, overlijden en na zijn dood
De keerzijde van de glorie die Salomo zijn land bracht waren de zware belastingen die hij hief om zijn vele bouwprojecten en zijn extravagante levensstijl te bekostigen. Zo wordt beschreven dat Salomo er een uitgebreide harem op nahield: 700 vrouwen en 300 bijvrouwen (1 Koningen 11:3). Mogelijk paste dit in een algemeen systeem in het Midden-Oosten destijds met het politiek oogmerk om opperste regeringsrecht over veroverde gebieden veilig te stellen door erfprinsessen te trouwen.
Na Salomo's terugkeer tot het polytheïsme doken diverse vijanden op, uit zijn eigen volk en uit omringende volken (1 Koningen 11:14-40). De laatste jaren van Salomo's regering werden gekenmerkt door deze conflicten. Na 40 jaar regeren stierf Salomo en werd opgevolgd door zijn zoon Rechabeam (1 Koningen 11:42,43).
Na zijn dood eindigde de gouden eeuw voor Israël en brak vrijwel onmiddellijk een burgeroorlog uit. De noorderlingen (eigenlijke Israëlieten) vroegen Rechabeam vergeefs belastingverlaging. Zij scheidden zich daarop af, wat uitdraaide op de splitsing van het eerste rijk in het koninkrijk Juda en Israël. Tijdens de onrust en instabiliteit die daarop volgde, begonnen ook weer de overvallen en invasies van de buurlanden, die al in de tijd van de Rechters gebruikelijk waren. Ten slotte maakten de Assyriërs en Babyloniërs een eind aan Israël en Juda als zelfstandige naties.

## Archeologie
In de archeologie van Israël zijn tot nu toe geen sporen van Salomo's regering gevonden. In feite is er over de periode tussen de 16e en de 8e eeuw v.Chr., ondanks vele opgravingen en onderzoekingen, maar heel weinig gevonden. Recente opgravingen werpen volgens sommige onderzoekers nieuw licht op de consensus hierover, maar dit zijn (nog) minderheidsstandpunten. De bevolking van de landstreek Judea bestond waarschijnlijk slechts uit enkele duizenden nomadische herders. Steden zijn niet gevonden, wel een twintigtal dorpen. Of er in de tijd van Salomo (dat zou dus de 10e eeuw v.Chr. zijn) een staat in Palestina bestond is omstreden; er zijn zelfs geen potscherven uit deze tijd bekend. Het zou kunnen zijn dat dit te wijten is aan de vele verwoestingen en daarop volgende wederopbouw (waarbij uit praktische overwegingen oud bouwmateriaal hergebruikt werd) die bijna alle plaatsen en steden in Israël hebben ondergaan in de 3.000 jaar sinds Salomo.
Op geen enkele plaats in Palestina is archeologisch materiaal gevonden dat zou wijzen op de Bijbelse 'rijkdom van Salomo's hof'.

## Christendom
In het christendom wordt de regering van Salomo en de voorspoed die er toen was wel gezien als een voorafschaduwing van de regering van de messias tijdens het Duizendjarig vrederijk.

## Verwijzingen
De oudste afbeelding van Salomo bevindt zich in het "Huis van de Geneesheer" in Pompeï. Het fresco is overgebracht naar het Nationale Historische Museum in Napels. Het is een Romeins fresco waarop het bekende oordeel van Salomo staat afgebeeld: Salomo zittend op zijn troon, en twee vrouwen met een baby, waarvan ze allebei beweren de moeder te zijn. De baby is op een hakblok gezet en een soldaat wacht op het bevel van Salomo om het kind in tweeën te hakken. Door te dreigen het kind in tweeën te delen zou Salomo hebben gepoogd in te spelen op het moedergevoel en zo de echte moeder te identificeren. Er staat ook een menigte afgebeeld die zich verwondert over Salomo's wijsheid. Twee figuren zijn gedetailleerder afgebeeld dan de rest van de groep, volgens Theodore Feder (auteur van Great Treasures of Pompeii and Herculaneum) beelden deze twee figuren Socrates en Aristoteles af. Het fresco stamt waarschijnlijk uit de periode vlak voor de vernietiging van Pompeï in 79.
In Iran zijn verschillende bouwwerken die naar Salomo verwijzen. Bekend is het werelderfgoed Takht-e Soleyman of Troon van Salomo.
In Kirgizië is een berg die de 'Troon van Salomo' genoemd wordt, de Soelajman-Too. Ook deze berg staat op de werelderfgoedlijst.